# Botanophila paraturcica
Botanophila paraturcica är en tvåvingeart som först beskrevs av Willi Hennig 1970.  Botanophila paraturcica ingår i släktet Botanophila och familjen blomsterflugor.
Artens utbredningsområde är Turkiet. Inga underarter finns listade i Catalogue of Life.